# Louis Eilshemius
Louis Michel Eilshemius est un artiste peintre américain, né le 4 février 1864 à Newark et mort le 29 décembre 1941. Rétrospectivement, ses nombreux nus féminins, entre autres, se rattachent par certains aspects à l'art naïf.

## Biographie

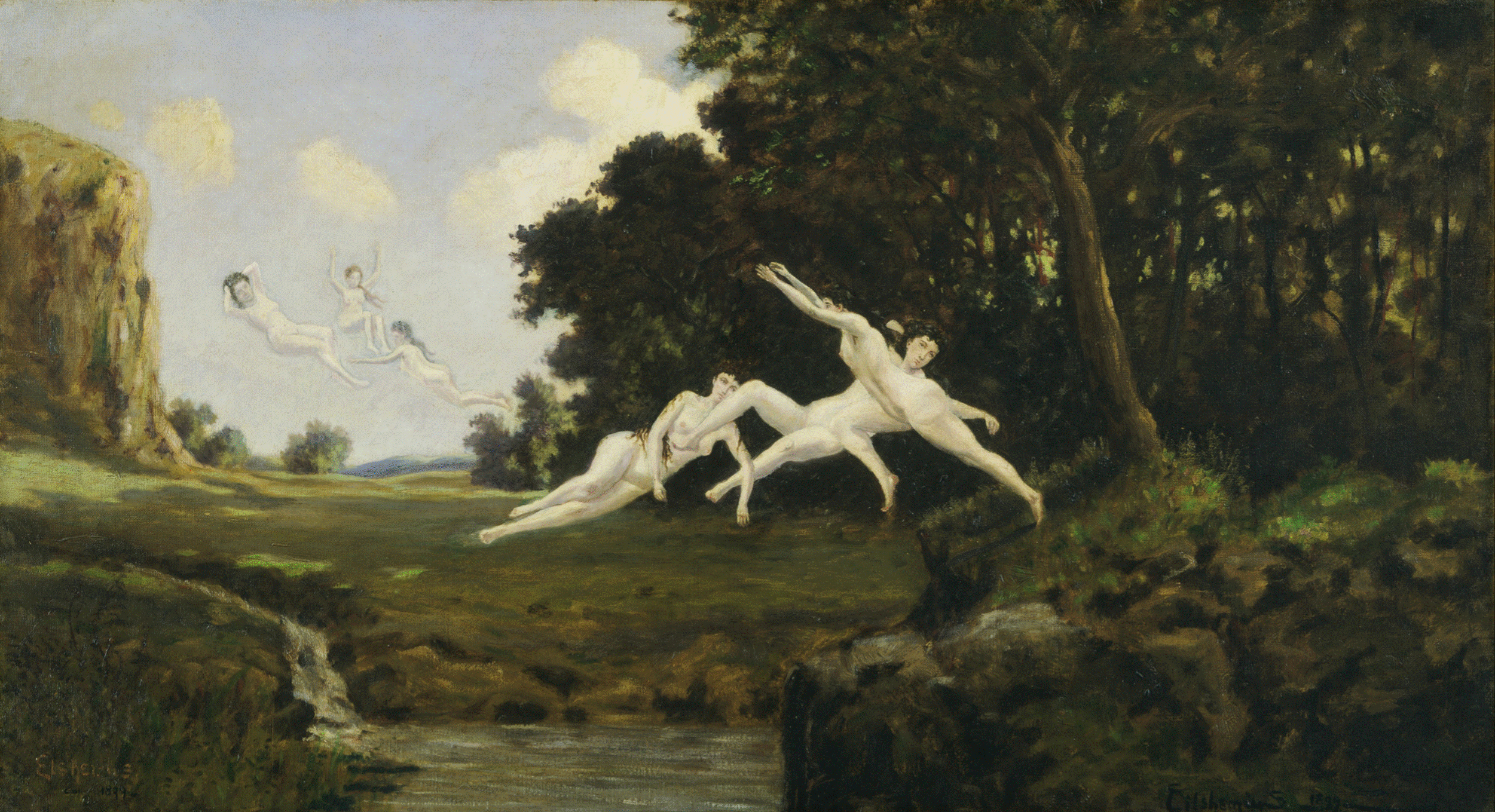
Afternoon Wind, huile sur toile, 1899.

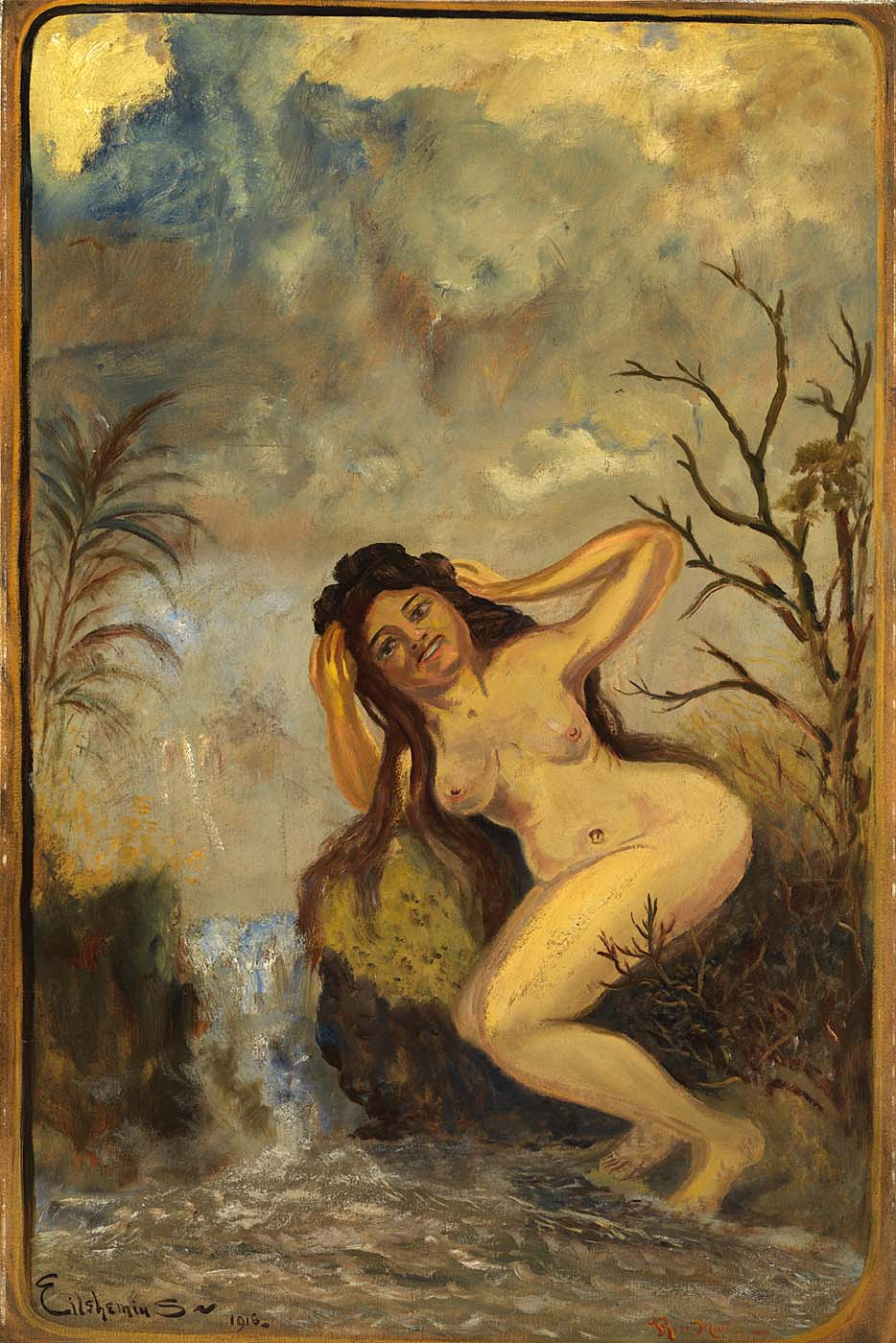
Portrait of Rose Marie, huile sur toile, 1916 (Smithsonian American Art Museum).

Issu d'une famille aisée des environs de Newark (New Jersey), Louis Eilshemius est le fils de Gottfried Eilshemius, d'origine néerlandaise et de Cecile Elise Robert, d'origine suisse. Le grand-père de sa mère est le peintre Louis Léopold Robert. La sœur aînée de Louis sera connue sous le nom de Fanny Hesse, pionnière de la microbiologie.
Louis reçoit donc une éducation européenne, avant d'intégrer Cornell University. Puis, il étudie à l'Art Students League of New York et complète sa formation par un voyage à Paris, où il suit les cours de William Bouguereau à l'Académie Julian. Après un détour par l'Afrique, les Antilles et Samoa (1902), il revient vivre à New York, où il passera l'essentiel de sa vie.
Il produit d'abord un certain nombre de paysages, qui montrent l'influence de l'école de Barbizon, de Camille Corot, George Inness et Albert Pinkham Ryder. Il reçoit également des cours privés dans l'atelier de Robert Crannell Minor. Trouvant son nom difficile à prononcer, il signe ses toiles « Elshemus » — jusqu'en 1913 seulement.
Dès 1899, il convoque des motifs fantastiques voire insolites : ses nus féminins, aux formes voluptueuses, sont parfois dédoublés et semblent danser dans l'espace. Au lieu de la toile, il préfère peindre sur du bristol épais. Le public, intrigué, se montre également quelque peu choqué par ses nus. Eilshemius adopte également une attitude fantaisiste quand il s'agit de se présenter ou de parler de son travail : sur une carte de visite, il fait imprimer ses invraisemblables multiples activités d'alors : « Educator, Ex-actor, Amateur All-around Doctor, Mesmerist-Prophet and Mystic, Reader of Hands and Faces, Linguist of 5 languages ».
Cet excentrique reçut, en 1917, le soutien de Marcel Duchamp, lequel organisa une exposition de ses œuvres à Paris cette année-là et qui passa totalement inaperçue du fait de la guerre. En 1920, Duchamp intégra Eilshemius à la Société Anonyme, Inc., qui présente son travail à New York, et il fit ensuite partie des artistes promus durant plus de vingt ans. Mais les réactions très négatives de la critique accumulées jusqu'alors (exception faite de Joseph Stella et Henri Matisse qui l'admiraient) pousse Eilshemius à cesser de peindre en 1921 — une seule toile aurait été exécutée après cette date, en 1937.

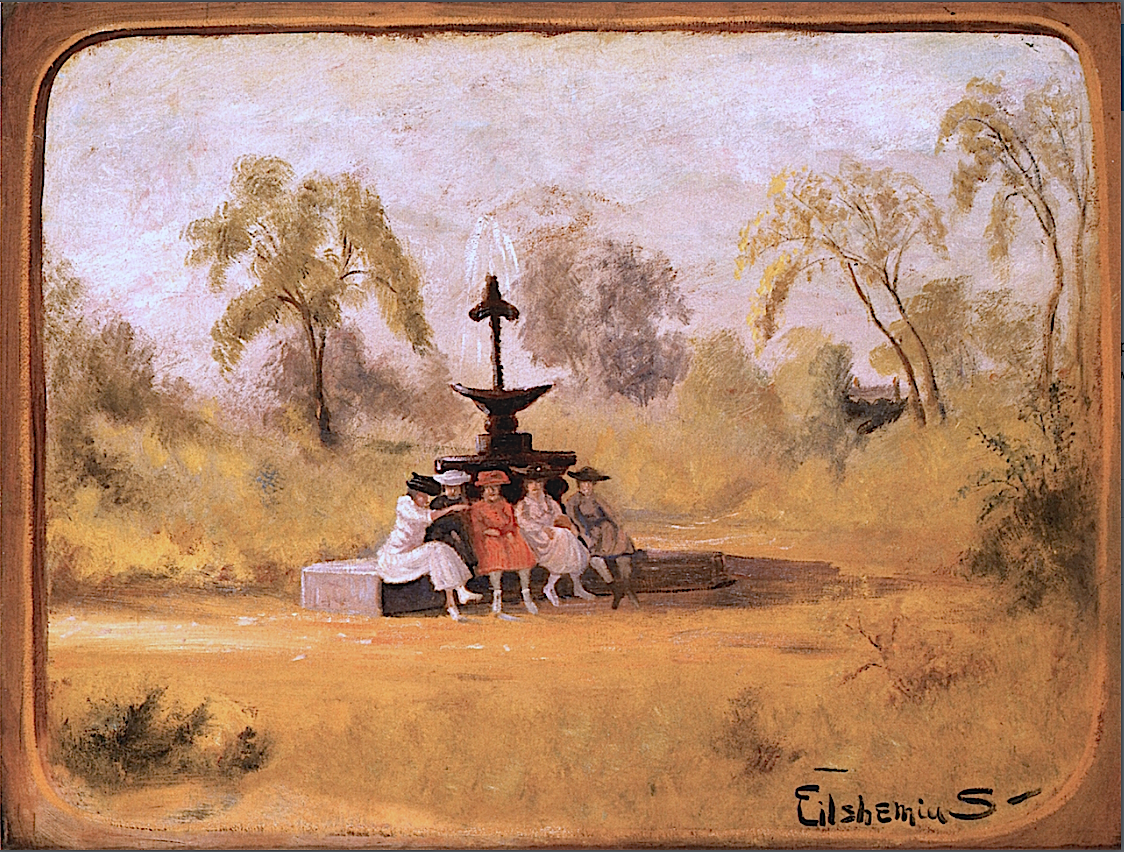
The Gossip (1918), musée national de la Coopération franco-américaine.

En juin 1932, la galerie Durand-Ruel organise une grande rétrospective de son œuvre à Paris : son art est alors rattaché au néo-primitivisme américain. L'État français accepte le don de Valentine Dudensing, The Gossip (Bavardage ou Causerie dans un parc), tableau actuellement conservé dans les collections patrimoniales du musée d'Orsay et en dépôt au musée national de la Coopération franco-américaine.
Blessé dans un accident automobile et devenu invalide en 1932, Eilshemius vit ensuite reclus jusqu'à sa mort, en 1941. Sa tombe se trouve au cimetière de Green-Wood.
Le Neuberger Museum of Art possède un grand nombre de ses toiles ; l'artiste et curateur suisse Stefan Banz (en) lui a consacré deux études importantes en 2015 et 2016.